# Мартовський канал
Мартовський канал (словац. Martovský kanál) — канал; впадає в канал Глінік-Мартовце, протікає в округах Комарно і Нові Замки.
Довжина приблизно 14.7-17.0 км. Витік знаходиться в Дунайській рівнині — відгалуження від старого русла Нітри на висоті 108 метрів. Впадає канал Мала Аняла.
Протікає територією сіл Комоча; Несвади; Імель; Мартовце і міста Коларово.
Впадає у канал Глінік-Мартовце на висоті 107 метрів.